# Mưa động vật
Cơn mưa động vật (Rain of animals) là một hiện tượng khí tượng hiếm gặp khi mà những loài động vật không biết bay lại từ trên trời rơi xuống. Những sự cố như vậy đã được báo cáo ở nhiều quốc gia trong suốt lịch sử. Một giả thuyết được đưa ra là do nguyên nhân vòi rồng, tức là đôi khi các cột nước lốc xoáy vớt quét lấy những sinh vật như cá hoặc ếch và mang chúng đi xa đến vài km, những động vật này bị kéo lên cao bởi một cơn lốc xoáy khi đi qua đại dương hoặc các vùng nước, và sau đó rơi xuống khi tốc độ gió giảm. Tuy nhiên, khía cạnh này của hiện tượng chưa từng được các nhà khoa học chứng kiến. Những trận mưa động vật từng xảy ra ở nhiều nơi trên thế giới vẫn là một "sự kiện bí ẩn" với nhiều đồn đoán nhưng chưa có kết luận. Hiện nay người ta chấp nhận rằng chỉ có sự liên quan ngẫu nhiên giữa các loài động vật được cho là từ trên trời rơi xuống và các hiện tượng liên quan đến khí tượng hoặc động đất.
Những tường thuật lại rằng có những cảnh tượng sau trận mưa lớn, những nóc nhà, đường phố, vỉa hè đều được phủ kín bởi những đàn cá, ví dụ như ở Tân Gia Ba năm 1861. Trong nhiều ghi chép khác nhau, những cơn mưa động vật xuất hiện không nhất thiết phải là cá từ trên trời rơi xuống với mưa lớn. Đôi khi chúng là sinh vật biển như bạch tuộc và động vật có vỏ, đôi khi chúng cũng là động vật lưỡng cư như ếch và cóc, thậm chí có một số ghi chép về mưa nhện, có sử gia La Mã là Pliny già đã ghi chép lại hiện tượng này, đã ghi lại một cơn bão kèm mưa lớn, theo đó là cả ếch và cá, những cơn mưa cá là trận mưa động vật phổ biến nhất trong số các trận mưa động vật, tại một ngôi làng tên là Yoro ở Honduras thì những vụ việc như vậy xảy ra thường xuyên đến mức người dân địa phương tin rằng cứ đến mùa hè là sẽ xảy ra mưa cá và Kể từ năm 1998, một lễ hội mang tên Pelus de Lluvia đã được tổ chức tại đây hàng năm để kỷ niệm hiện tượng này.
Lời giải thích thường thấy nhất cho nhiều trường hợp được cho là không hề có sự rơi xuống nào xảy ra và các loài động vật bị gió cuốn theo hoặc một cơn đại hồng thủy nào đó, ngoài ra, những địa điểm ghi nhận mưa cá đều nằm ở các khu vực ven biển trên thế giới nên các vụ mưa cá thường xuyên xảy ra hầu hết là ở các khu vực ven biển của đại dương dường như khẳng định giả thuyết mưa cá là do lốc xoáy, vòi rồng hình thành do các vòi rồng hình thành trên mặt biển ở các vùng ven biển có nhiều khả năng cuốn theo các sinh vật biển trên đất liền. Tuy nhiên, việc các loài động vật từ trên trời rơi xuống hầu như đều thuộc cùng một loài, mỗi khi mưa động vật xảy ra, những thứ rơi xuống xuống hầu như chỉ là một loài, sau cơn mưa lớn, người dân địa phương tìm thấy một số lượng lớn động vật trên đường phố thuộc cùng một loài chứ không phải hỗn hợp cá và các sinh vật có cùng kích thước và nhiều con cá vẫn còn sống nếu bị vòi rồng cuối đi trong một quãng đường dài, hầu hết chúng sẽ chết yểu do chuyển động dữ dội sau khi tách khỏi môi trường nước.